# تومو موراناکا
تومو موراناکا (انگلیسی: Tomo Muranaka; ۱۵ دسامبر ۱۹۸۹ – ) صداپیشه، و بازیگر اهل ژاپن بود. وی از سال ۲۰۰۸ میلادی تاکنون مشغول فعالیت بوده‌است.